# Inonotus ungulatus
Inonotus ungulatus är en svampart som beskrevs av Ryvarden 2005. Inonotus ungulatus ingår i släktet Inonotus och familjen Hymenochaetaceae.   Inga underarter finns listade i Catalogue of Life.